# Дипломатически мисии в Полша
Това е списък на страните които имат дипломатически мисии в Полша. Понастоящем в столицата Варшава са разположени 93 посолства. 68 държави имат посланици акредитирани за Полша, но със седалище в друга страна, като в повечето случаи то е в
Брюксел, Берлин или Москва. В списъка не са посочени почетните консулства.

## Посолства във Варшава
| - Австралия - Австрия - Азербайджан - Албания - Алжир - Ангола - Аржентина - Армения - Афганистан - Бангладеш - Беларус - Белгия - Босна и Херцеговина - Бразилия - България - Ватикан - Великобритания - Венецуела - Виетнам - Германия - Грузия - Гърция - Дания - Египет - Еквадор | - Естония - Израел - Индия - Индонезия - Ирак - Иран - Ирландия - Испания - Италия - Йемен - Казахстан - Камбоджа - Канада - Катар - Кипър - Китай - Колумбия - Демократична република Конго - Коста Рика - Куба - Кувейт - Латвия - Литва - Люксембург - Северна Македония | - Малайзия - Малта - Малтийски орден - Мароко - Мексико - Молдова - Монголия - Нигерия - Нидерландия - Нова Зеландия - Норвегия - Обединени арабски емирства - Пакистан - Палестинска автономия - Панама - Перу - Португалия - Румъния - Русия - Саудитска Арабия - САЩ - Северна Корея - Сирия - Словакия - Словения | - Сърбия - Тайланд - Тунис - Турция - Узбекистан - Украйна - Унгария - Уругвай - Филипини - Финландия - Франция - Хърватия - Черна гора - Чехия - Чили - Швейцария - Швеция - Шри Ланка - Република Южна Африка - Южна Корея - Япония |

## Представителни офиси
- Либия (Бюро за икономическо сътрудничество)
- Тайван (Тайвански икономически и културен офис)

## Генерални консулства
Бялисток
- Беларус

Гданск
- Беларус
- Германия
- Китай
- Русия
- Украйна
- Швеция

Краков
- Австрия
- Германия
- Русия
- САЩ
- Словакия
- Украйна
- Франция

Катовице
- Чехия

Люблин
- Украйна

Познан
- Русия

Вроцлав
- Германия

## Консулства
- Беларус (Бяла Подляска)
- Германия (Ополе)
- Литва (Сейни)

## Акредитирани посолства
| - Андора (Брюксел) - Барбадос (Лондон) - Бахамски острови (Насау) - Бенин (Москва) - Боливия (Берлин) - Бруней (Берлин) - Буркина Фасо (Берлин) - Бурунди (Москва) - Габон (Либревил) - Гватемала (Берлин) - Гвиана (Лондон) - Гвинея-Бисау (Москва) - Джибути (Париж) - Доминиканска република (Берлин) - Екваториална Гвинея (Берлин) - Салвадор (Берлин) - Еритрея (Берлин) - Етиопия (Берлин) - Замбия (Берлин) - Зимбабве (Берлин) - Източен Тимор (Брюксел) | - Йордания (Берлин) - Кабо Верде (Берлин) - Камерун (Москва) - Кения (Рим) - Киргизстан (Берлин) - Кот д'Ивоар (Берлин) - Лаос (Берлин) - Лесото (Копенхаген) - Либия (Берлин) - Лихтенщайн (Берн) - Мавритания (Москва) - Мадагаскар (Москва) - Малави (Берлин) - Мали (Берлин) - Мианмар (Берлин) - Намибия (Берлин) - Непал (Берлин) - Нигер (Берлин) - Никарагуа (Берлин) - Оман (Берлин) - Папуа Нова Гвинея (Лондон) | - Парагвай (Берлин) - Руанда (Берлин) - Есватини (Копенхаген) - Сейнт Винсент и Гренадини (Ню Йорк) - Сингапур (Сингапур) - Соломонови острови (Брюксел) - Судан (Берлин) - Таджикистан (Берлин) - Танзания (Берлин) - Того (Берлин) - Уганда (Берлин) - Хаити (Берлин) - Хондурас (Берлин) - Чад (Москва) |